# Chimpay
Chimpay es una localidad histórica del departamento Avellaneda situado en la provincia de Río Negro, Argentina, en la margen izquierda del río Negro, dentro del Valle Medio del Río Negro. Es un oasis agrícola regado con las aguas de dicho río. Es histórica por su benemérito hijo Ceferino Namuncurá, y la heroica defensa de sus irredentos territorios de los pueblos originarios.
La delimitación de su ejido municipal la efectúa el decreto N.º 44.096/34, del 25 de julio de 1934, que en su artículo 2 dispone: "Fíjase como ejido para la mencionada corporación la superficie de 10.706 hectáreas, 26 áreas, y 52 centiáreas, constituidas por los lotes 7 y 8 de la fracción C, de la sección XXI del Territorio Nacional del Río Negro".

## Población
El censo 2022 arrojó 1.175 viviendas con una población estable de 4.721 habitantes en el municipio.
Los resultados definitivos del censo 2010 arrojaron que el municipio posee 4868 habitantes. La tasa de crecimiento demográfico con respecto al censo 2001 es 2,45%.
El índice de masculinidad es uno de los más altos entre localidades de tamaño similar de la provincia (120%).
Cuenta con 4,025 habitantes (Indec, 2010), lo que representa un incremento del 34% frente a los 3,003 habitantes (Indec, 2001) del censo anterior.
| Gráfica de evolución demográfica de Chimpay entre 1991 y 2022 |
|                                                               |
| Fuente: Censos nacionales del INDEC                           |

## Historia
El territorio estaba en posesión de araucanos y tehuelches. La zona de Chimpay estaba poblada por los originarios de Manuel Namuncurá
- 1876, este heroico pueblo, sin armas de fuego, debió replegarse a la cordillera, puesto que la expedición del Ejército Argentino con armas de retrocarga, los obligó a marcharse, coronando de esta manera una fuerte política usurpadora.
- 1879, el 2 de junio[3] arriban a Chimpay tropas del Ejército Expedicionario al Desierto, y el coronel Manuel José Olascoaga, describe la zona de los pueblos originarios muy rodeada de sauces.
- 5 de mayo de 1885, el cacique araucano debe ceder el dominio de las tierras. Namuncurá es nombrado coronel del ejército
- El 26 de agosto de 1886 nació el hijo del cacique, Ceferino Namuncurá.[3]
- 1 de julio de 1899, línea de FFCC Bahía Blanca-Confluencia.
- El 11 de mayo de 1905 fallece el joven Ceferino y se elige la fecha para conmemorar los orígenes de la localidad.[3]
- El 6 de abril de 1934 se formó la primera comisión de fomento.[3]
- 1971 se inaugura el monumento a Ceferino Namuncurá.

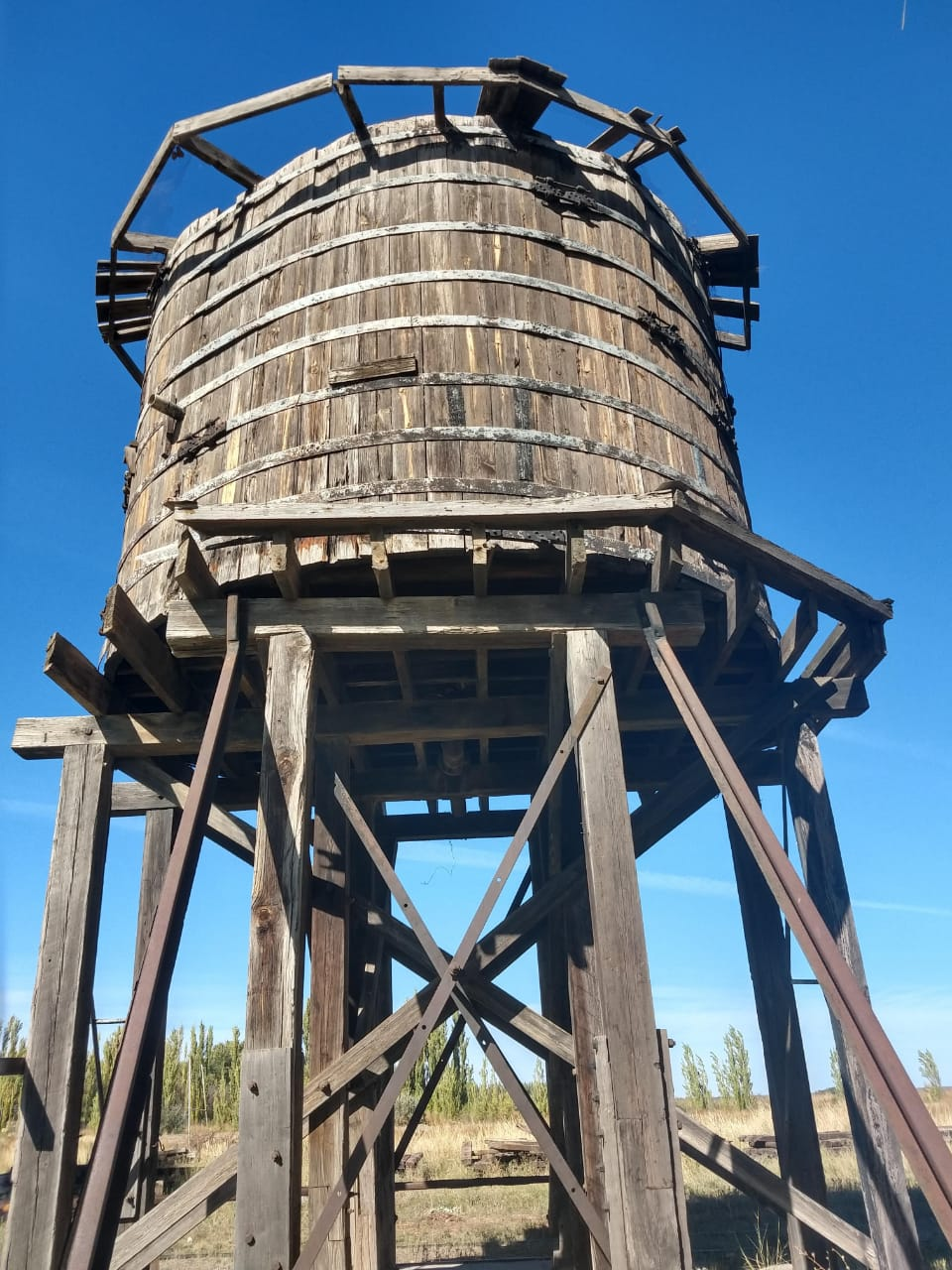
Antiguo tanque de agua que abastecía a la comunidad

### Beatificación de Ceferino

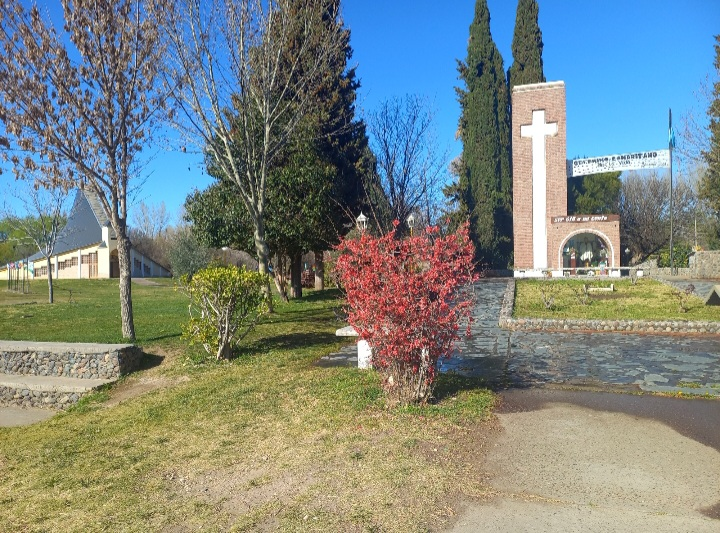
Monumento a Ceferino y capilla dentro del predio del parque Ceferino - Chimpay

La ciudad estuvo en las primeras planas del mundo cuando se realizó la ceremonia de beatificación de Ceferino el domingo 12 de noviembre de 2007. La misma fue presidida por Tarcisio Bertone, número dos de la Santa Sede, a quien se vio ser recibido por autoridades políticas y religiosas provinciales. El cardenal contó además que cuando estudió en Turín había conocido historias de la Patagonia de la mano de los misioneros que llegaban desde aquí.

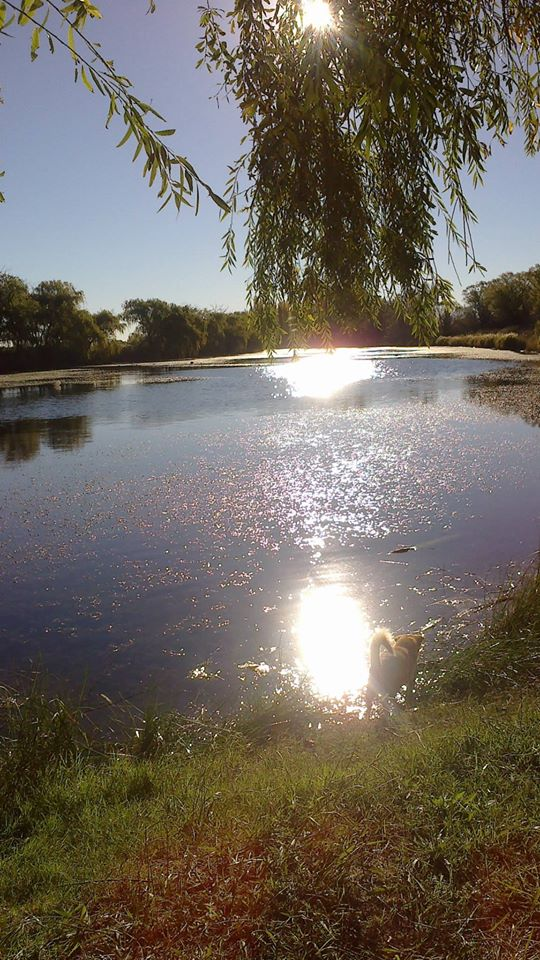
Laguna ubicada en el parque Ceferino Namuncurá

A la ceremonia se estima que concurrieron más de 100.000 personas y fue una multitudinaria jornada inédita para el pueblo de Chimpay. Para ella además se contó con trenes que la empresa Ferrobaires hizo partir de la estación de Constitución en Buenos Aires el viernes 9 con dirección a Bahía Blanca y desde allí los vagones iniciaron el segundo tramo el ramal que pasa por Chimpay desde la ciudad de la provincia de Buenos Aires.

## Medios de acceso
Se ingresa a la ciudad por la Ruta Nacional 22.

## Actividades
El proyecto económico de Chimpay está enlazado con el riego de 30.000 ha, por la terminación del "Sistema de Riego Chelforó, Chimpay, Belisle y Darwin". El diseño es de 1928, muy postergado y constituye una necesidad para el productor frutihortícola de la región.
La finalización es la "Bocatoma de Chelforó", de 30 m³/s

## Toponimia
- Tiene dos acepciones, por un lado "chimpay" es la curva que en la cuna tehuelche se eleva por encima de la cabeza del bebé. Por otro: "vuelta", "curva", "arco", asociado a un recodo del río en las proximidades.

## Patrono
- Ceferino Namuncurá: 26 de agosto

## Semana Ceferiniana
- Anualmente en agosto. Esta festividad rescata la transculturización del pueblo originario, venerando a Ceferino Namuncurá, "el santo de la Patagonia", "santo popular" por excelencia,[7] nacido en Chimpay. Comienza con una misa repetida siete días y el sábado finalizan los ritos con la llegada de jinetes de distintos centros tradicionalistas de la región.

## Parroquias de la Iglesia católica en Chimpay
| Diócesis  | Viedma                  |
| --------- | ----------------------- |
| Parroquia | Nuestra Señora de Luján |

## Galería de imágenes

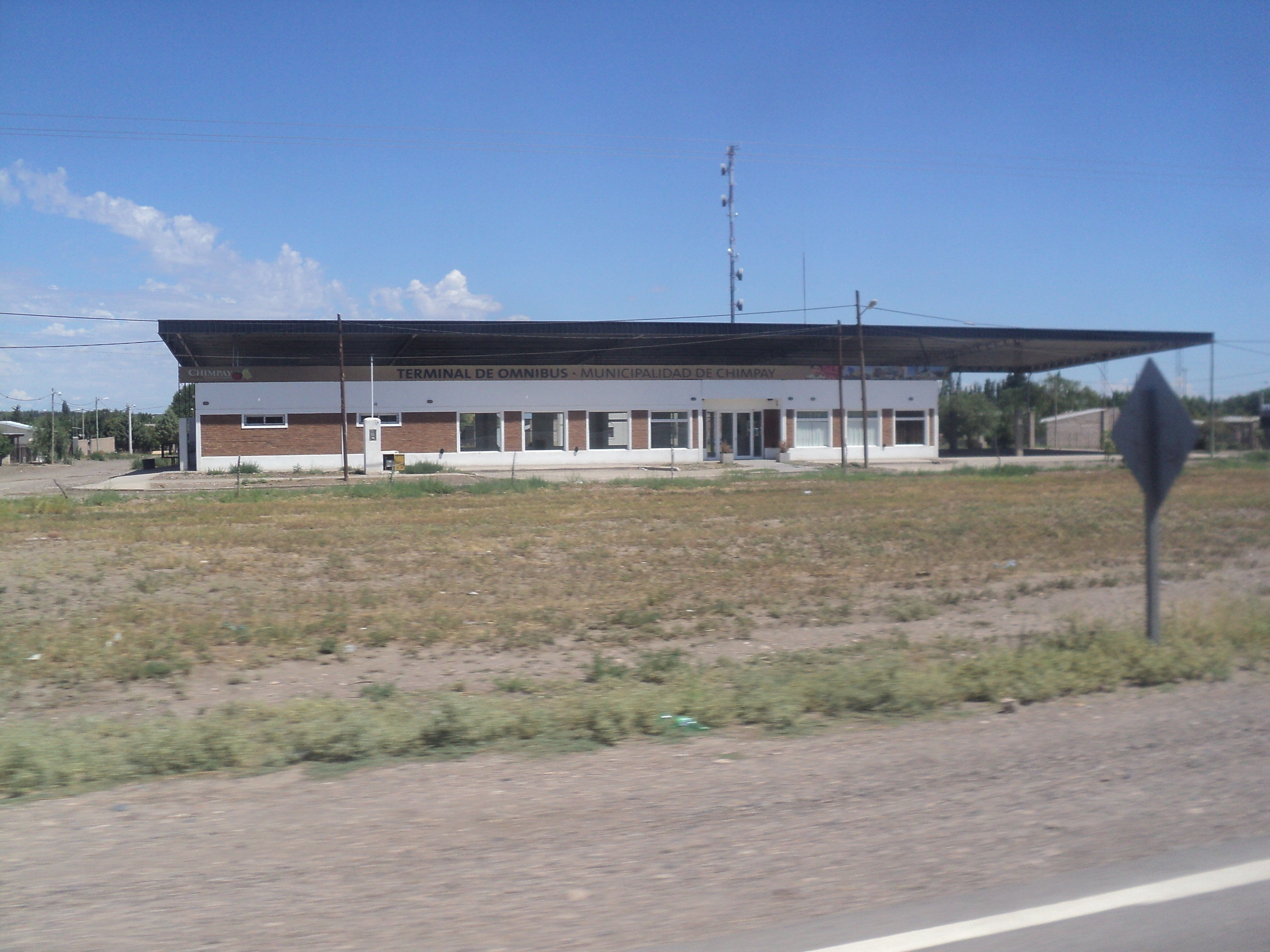
Chimpay y su terminal.
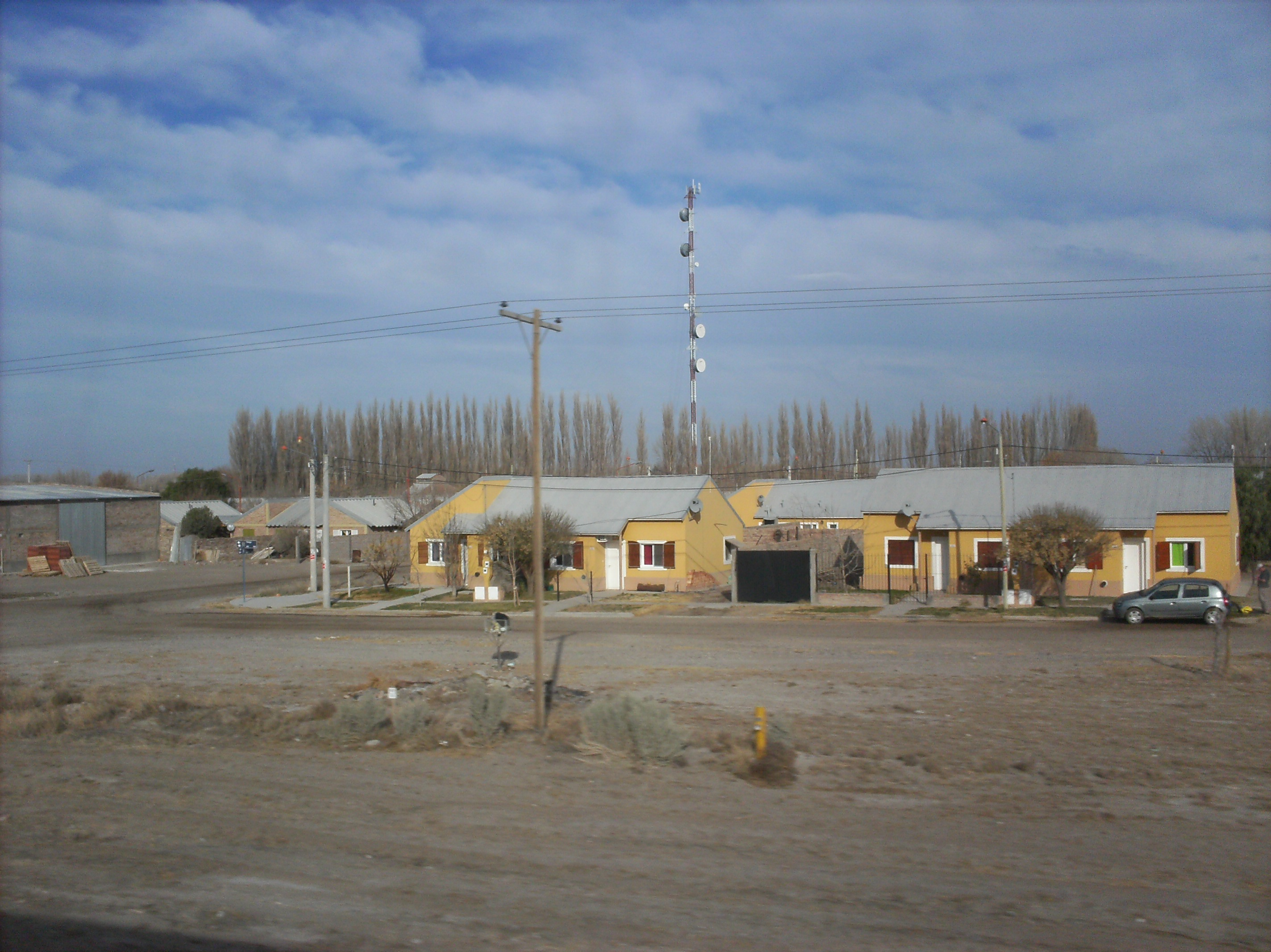
El pueblo está rodeado de un manto de álamos.
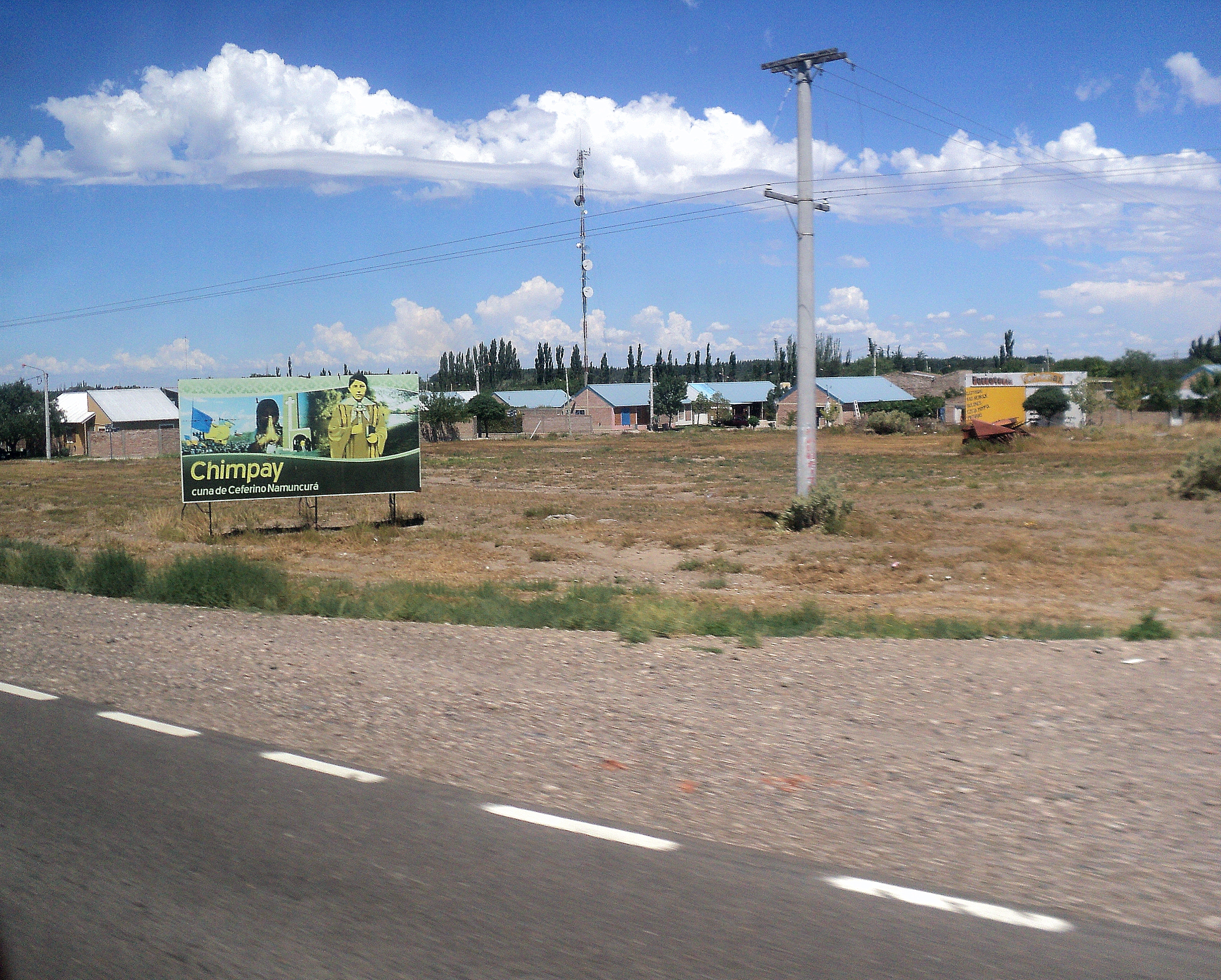
Entrada al pueblo de Chimpay.
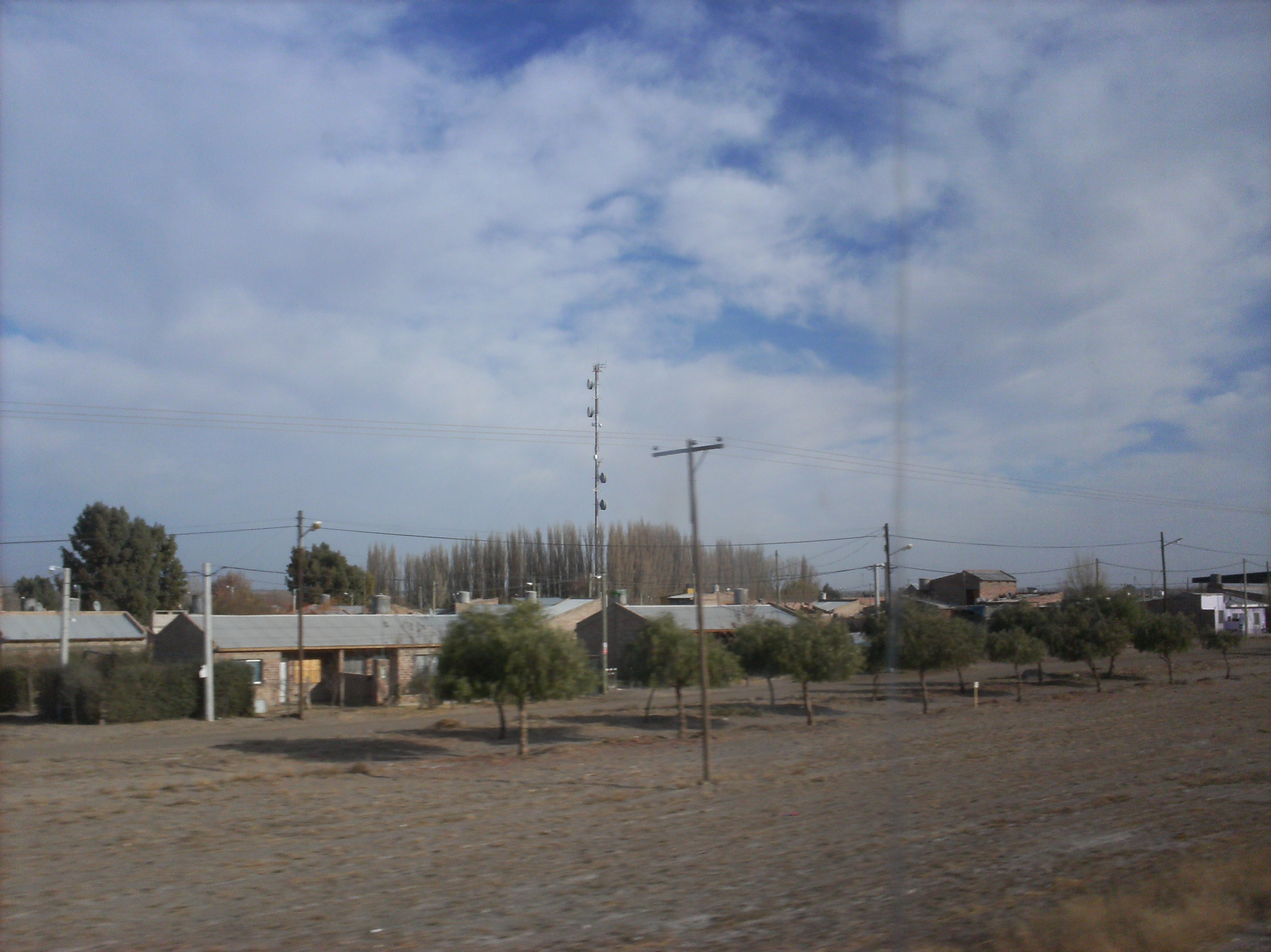
Aspecto general del pueblo de Chimpay.